# Vicious Art
Vicious Art var ett svenskt death metal-band, grundat 2002. Bandet har släppt två fullängdsalbum och en EP.

## Historia
Matti Mäkelä (gitarr) och Robert Lundin (trummor), som båda tidigare spelat i Dark Funeral, grundade tillsammans med sina gamla vänner Jocke Widfeldt (sång) och Tobbe Sillman (gitarr) bandet Vicious Art. Tillsammans spelade de in en demo med fyra låtar, som alla senare skulle komma att hamna på deras första album under andra namn. Tidigt 2004 blev Jörgen Sandström (Entombed, Grave, Krux, Torture Division, The Project Hate MCMXCIX) medlem i bandet, då de inte hade någon basist. Då Matti och Jörgen tidigare pratat om att starta ett band ihop med det faktum att han nyligen slutat spela med Entombed var han ett perfekt val. Senare samma år spelade de in sitt första fullängdsalbum, Fire Falls and the Waiting Waters, för Threeman Recordings. Det spelades in i augusti 2004, och släpptes strax efter.
Bandet lämnade Threeman Recordings, efter att bolaget avbrutit planerna på ett andra album, och spelade i ren frustration in en egenfinansierad EP, Weed the Wild, som trycktes i 1 000 exemplar. Precis som tidigare inspelningar spelades den in i Off Beat Studio över en helg. De sålde den på nätet och spelningar, och den nådde det danska skivbolaget Mighty Music Records, som skrev kontrakt med Vicious Art, och släppte Weed the Wild som sjutums vinyl-EP på sitt dotterbolag Prutten Records. Sommaren 2007 spelade bandet in sitt andra fullängdsalbum, Pick Up This Sick Child. De spelade in tolv låtar, varav elva hamnade på albumet, med motiveringen att hela albumet skulle få plats på en kassettsida. Det tolfte spåret, betitlat "Pick Up This Sick Child", släpptes som gratis mp3-fil på bandets forum.
Bandet splittrades i november 2011, deras sista spelning höll hus på Kulturhuset i Stockholm tillsammans med Grave och General Surgery.

## Medlemmar
Senaste medlemmar
- Matti Mäkelä – basgitarr (2002–2004), gitarr (2002–2011)
- Robert Lundin – trummor (2002–2011)
- Tobbe Sillman – gitarr (2002–2011)
- Jocke Widfeldt – sång (2002–2011)
- Jörgen Sandström – basgitarr, bakgrundssång (2004–2011)

Turnerande medlem
- Linus Nirbrant – basgitarr (2008)

Bidragande musiker (studio)
- Magnus "Masse" Broberg – sång (2003)
- Jonas Torndal – gitarr (2007)

## Diskografi
Demo
- Demo 2003 (2003)
- Demo 2011 (2011)

Studioalbum
- Fire Falls and the Waiting Waters (2004)
- Pick Up This Sick Child (2007)

EP
- Weed the Wild (2006)